# Велика Британія на зимових Олімпійських іграх 2022
Велика Британія взяла участь у зимових Олімпійських іграх 2022, що тривали з 4 до 20 лютого в Пекіні (Китай). Збірна Великої Британії складалася з 50-ти спортсменів (27 чоловіків і 23 жінок). Ів Мюргед і Дейв Райдінґ несли прапор своєї країни на церемонії відкриття. А нести прапор на церемонії закриття доручили Брюсу Моуету.

## Медалісти
Список британських спортсменів, що на Іграх здобули медалі.
| Медаль | Ім'я                                                              | Вид спорту | Дисципліна       | Дата      |
| ------ | ----------------------------------------------------------------- | ---------- | ---------------- | --------- |
| Золото | Дженніфер Доддс Гейлі Дафф Ів Мюргед Мілі Сміт Вікі Райт          | Керлінг    | Жіночий турнір   | 20 лютого |
| Срібло | Ґрант Гарді Боббі Леммі Геммі Макміллан мол. Брюс Моует Росс Вайт | Керлінг    | Чоловічий турнір | 19 лютого |

## Спортсмени
Кількість спортсменів, що взяли участь в Іграх, за видами спорту.
| Вид спорту          | Чоловіки | Жінки | Загалом |
| ------------------- | -------- | ----- | ------- |
| Гірськолижний спорт | 2        | 2     | 4       |
| Бобслей             | 4        | 2     | 6       |
| Лижні перегони      | 3        | 0     | 3       |
| Керлінг             | 5        | 5     | 10      |
| Фігурне катання     | 1        | 2     | 3       |
| Фристайл            | 5        | 6     | 11      |
| Санний спорт        | 1        | 0     | 1       |
| Шорт-трек           | 2        | 1     | 3       |
| Скелетон            | 2        | 2     | 4       |
| Сноубординг         | 1        | 2     | 3       |
| Ковзанярський спорт | 1        | 1     | 2       |
| Загалом             | 27       | 23    | 50      |

## Гірськолижний спорт
Від Великої Британії кваліфікувалися два гірськолижники і дві гірськолижники, завдяки чому країна кваліфікувалася в командні змагання. 
| Спортсмен        | Дисципліна                 | 1-й спуск | 1-й спуск | 2-й спуск    | 2-й спуск    | Сума         | Сума         |
| Спортсмен        | Дисципліна                 | Час       | Місце     | Час          | Місце        | Час          | Місце        |
| ---------------- | -------------------------- | --------- | --------- | ------------ | ------------ | ------------ | ------------ |
| Біллі Мейджор    | Слалом (чоловіки)          | НФ        | НФ        | НФ           | НФ           | НФ           | НФ           |
| Дейв Райдінґ     | Слалом (чоловіки)          | 55.13     | 16        | 50.44        | 7            | 1:45.57      | 13           |
| Александра Тіллі | Гігантський слалом (жінки) | 1:01.40   | 28        | 59.42        | 22           | 2:00.82      | 22           |
| Чарлі Гест       | Слалом (жінки)             | 53.84     | 15        | 54.12        | 28           | 1:47.96      | 21           |
| Александра Тіллі | Слалом (жінки)             | НФ        | НФ        | Не потрапила | Не потрапила | Не потрапила | Не потрапила |

## Бобслей
Від Великої Британії на Ігри кваліфікувалися боби в змагання чоловіків четвірок, чоловіків двійок і жінок двійок, а отже й жіночий монобоб.
| Спортсмен                                        | Дисципліна          | 1-й заїзд | 1-й заїзд | 2-й заїзд | 2-й заїзд | 3-й заїзд | 3-й заїзд | 4-й заїзд | 4-й заїзд | Сума    | Сума  |
| Спортсмен                                        | Дисципліна          | Час       | Місце     | Час       | Місце     | Час       | Місце     | Час       | Місце     | Час     | Місце |
| ------------------------------------------------ | ------------------- | --------- | --------- | --------- | --------- | --------- | --------- | --------- | --------- | ------- | ----- |
| Бред Голл* Нік Ґлісон                            | Двійки (чоловіки)   | 59.69     | 11        | 1:00.05   | 13        | 1:00.22   | 18        | 59.96     | 7         | 3:59.92 | 11    |
| Бред Голл* Ґреґ Какетт Тейлор Лоуренс Нік Ґлісон | Четвірки (чоловіки) | 58.60     | =5        | 59.09     | 6         | 58.65     | 6         | 59.38     | 7         | 3:55.72 | 6     |
| Міка Макнілл* Монтелл Даґлас                     | Двійки (жінки)      | 1:02.19   | 19        | 1:02.35   | 18        | 1:02.17   | 14        | 1:02.14   | 13        | 4:08.85 | 17    |

* – Позначає пілота кожного боба 

Бен Сімонс і Адел Нікол були резервістами, що прибули зі збірною

## Лижні перегони
Від Великої Британії на Ігри кваліфікувався принаймні один лижник, що відповідав базовому кваліфікаційному критерію.
Дистанційні перегони
| Спортсмен      | Дисципліна                        | Класичний стиль | Класичний стиль | Вільний стиль | Вільний стиль | Загалом   | Загалом |
| Спортсмен      | Дисципліна                        | Час             | Місце           | Час           | Місце         | Час       | Місце   |
| -------------- | --------------------------------- | --------------- | --------------- | ------------- | ------------- | --------- | ------- |
| Ендрю Масґрейв | 15 км класичним стилем (чоловіки) | Н/Д             | Н/Д             | Н/Д           | Н/Д           | 41:44.7   | 46      |
| Ендрю Янг      | 15 км класичним стилем (чоловіки) | Н/Д             | Н/Д             | Н/Д           | Н/Д           | 42:24.0   | 51      |
| Ендрю Масґрейв | 30 км скіатлон (чоловіки)         | 41:16.8         | 18              | 38:57.4       | 18            | 1:20:46.9 | 17      |
| Ендрю Масґрейв | 28,4 км вільним стилем (чоловіки) | Н/Д             | Н/Д             | Н/Д           | Н/Д           | 1:13:29.3 | 12      |

Спринт
| Спортсмен                | Дисципліна                  | Кваліфікація | Кваліфікація | Чвертьфінал | Чвертьфінал | Півфінал    | Півфінал    | Фінал       | Фінал       |
| Спортсмен                | Дисципліна                  | Час          | Місце        | Час         | Місце       | Час         | Місце       | Час         | Місце       |
| ------------------------ | --------------------------- | ------------ | ------------ | ----------- | ----------- | ----------- | ----------- | ----------- | ----------- |
| Джеймс Клаґнет           | Спринт (чоловіки)           | 2:56.72      | 40           | Не потрапив | Не потрапив | Не потрапив | Не потрапив | Не потрапив | Не потрапив |
| Ендрю Янг                | Спринт (чоловіки)           | 2:55.60      | 36           | Не потрапив | Не потрапив | Не потрапив | Не потрапив | Не потрапив | Не потрапив |
| Джеймс Клаґнет Ендрю Янг | Командний спринт (чоловіки) | Н/Д          | Н/Д          | Н/Д         | Н/Д         | 21:15.27    | 10          | Не потрапив | 20          |

## Керлінг
Окрім Олімпійських ігор британські спортсмени змагалися окремо під прапорами Шотландії, Англії та Уельсу. Під час кваліфікації результати збірної Шотландії враховано як результати Великої Британії.
Підсумок
| Збірна                                                            | Дисципліна          | Коловий турнір        | Коловий турнір     | Коловий турнір             | Коловий турнір        | Коловий турнір    | Коловий турнір        | Коловий турнір      | Коловий турнір                     | Коловий турнір                     | Коловий турнір | Півфінал             | Фінал / БМ          | Фінал / БМ |
| Збірна                                                            | Дисципліна          | Суперник Рахунок      | Суперник Рахунок   | Суперник Рахунок           | Суперник Рахунок      | Суперник Рахунок  | Суперник Рахунок      | Суперник Рахунок    | Суперник Рахунок                   | Суперник Рахунок                   | Підсумок Місце | Суперник Рахунок     | Суперник Рахунок    | Місце      |
| ----------------------------------------------------------------- | ------------------- | --------------------- | ------------------ | -------------------------- | --------------------- | ----------------- | --------------------- | ------------------- | ---------------------------------- | ---------------------------------- | -------------- | -------------------- | ------------------- | ---------- |
| Брюс Моует Ґрант Гарді Боббі Леммі Геммі Макміллан мол. Росс Вайт | Чоловічий турнір    | Італія (ITA) W 7–5    | США (USA) L 7–9    | Норвегія (NOR) W 8–3       | Китай (CHN) W 7–6     | Данія (DEN) W 8–2 | Швейцарія (SUI) W 6–5 | Швеція (SWE) W 7–6  | Олімпійський комітет Росії · W 8–6 | Канада (CAN) W 5–2                 | 1 Q            | США (USA) W 8–4      | Швеція (SWE) L 4–5  | 2          |
| Ів Мюргед Вікі Райт Дженніфер Доддс Hailey Duff Мілі Сміт         | Жіночий турнір      | Швейцарія (SUI) L 5–6 | Швеція (SWE) W 8–2 | Південна Корея (KOR) L 7–9 | США (USA) W 10–5      | Данія (DEN) W 7–2 | Канада (CAN) L 3–7    | Японія (JPN) W 10–4 | Китай (CHN) L 4–8                  | Олімпійський комітет Росії · W 9–4 | 3 Q            | Швеція (SWE) W 12–11 | Японія (JPN) W 10–3 | 1          |
| Брюс Моует Дженніфер Доддс                                        | Турнір змішаних пар | Швеція (SWE) W 9–5    | Канада (CAN) W 6–4 | Швейцарія (SUI) L 7–8      | Австралія (AUS) W 9–8 | Чехія (CZE) W 8–3 | Італія (ITA) L 5–7    | Китай (CHN) W 6–5   | Норвегія (NOR) L 2–6               | США (USA) W 8–4                    | 3 Q            | Норвегія (NOR) L 5–6 | Швеція (SWE) L 3–9  | 4          |

### Чоловічий турнір
Чоловіча збірна Британії (п'ять спортсменів) кваліфікувалася завдяки потраплянню до першої шістки на Чемпіонаті світу 2021 року.
Після 12-ї сесії
| Легенда | Легенда             |
| ------- | ------------------- |
|         | Потрапили до плейоф |

| Країна                     | Скіп             | В | П | В–П      | КЗ | КП | ВЕ | ПЕ | ОЕ | ВЕ | ККД | DSC   |
| -------------------------- | ---------------- | - | - | -------- | -- | -- | -- | -- | -- | -- | --- | ----- |
| Велика Британія            | Брюс Моует       | 8 | 1 | –        | 63 | 44 | 39 | 31 | 5  | 10 | 88% | 18.81 |
| Швеція                     | Ніклас Едін      | 7 | 2 | –        | 64 | 44 | 43 | 30 | 10 | 11 | 86% | 14.02 |
| Канада                     | Бред Ґушу        | 5 | 4 | 1–0      | 58 | 50 | 34 | 38 | 7  | 7  | 84% | 26.49 |
| США                        | Джон Шустер      | 5 | 4 | 0–1      | 56 | 61 | 35 | 41 | 4  | 5  | 83% | 32.29 |
| Китай                      | Ма Сююе          | 4 | 5 | 2–1; 1–0 | 59 | 62 | 39 | 36 | 6  | 4  | 85% | 23.55 |
| Норвегія                   | Стеффен Вальстад | 4 | 5 | 2–1; 0–1 | 58 | 53 | 40 | 36 | 0  | 11 | 84% | 20.96 |
| Швейцарія                  | Петер де Круз    | 4 | 5 | 1–2; 1–0 | 51 | 54 | 33 | 38 | 13 | 3  | 84% | 15.74 |
| Олімпійський комітет Росії | Сергій Глухов    | 4 | 5 | 1–2; 0–1 | 58 | 58 | 33 | 38 | 6  | 6  | 81% | 33.72 |
| Італія                     | Жоель Реторна    | 3 | 6 | –        | 59 | 65 | 36 | 35 | 3  | 8  | 82% | 30.76 |
| Данія                      | Міккель Краусе   | 1 | 8 | –        | 36 | 71 | 30 | 39 | 3  | 2  | 78% | 32.84 |

Коловий турнір

Велика Британія пропускала 1-шу, 5-ту і 9-ту сесії.
| Майданчик D             | 1 | 2 | 3 | 4 | 5 | 6 | 7 | 8 | 9 | 10 | Загалом |
| Велика Британія (Моует) | 0 | 1 | 0 | 2 | 0 | 0 | 2 | 1 | 0 | 1  | 7       |
| Італія (Реторна)        | 2 | 0 | 1 | 0 | 0 | 1 | 0 | 0 | 1 | 0  | 5       |

| Майданчик B             | 1 | 2 | 3 | 4 | 5 | 6 | 7 | 8 | 9 | 10 | Загалом |
| Велика Британія (Моует) | 0 | 0 | 2 | 0 | 2 | 2 | 0 | 1 | 0 | X  | 7       |
| США (Шустер)            | 0 | 2 | 0 | 3 | 0 | 0 | 2 | 0 | 2 | X  | 9       |

| Майданчик C             | 1 | 2 | 3 | 4 | 5 | 6 | 7 | 8 | 9 | 10 | Загалом |
| Велика Британія (Моует) | 1 | 0 | 2 | 2 | 0 | 3 | 0 | X | X | X  | 8       |
| Норвегія (Вальстад)     | 0 | 1 | 0 | 0 | 1 | 0 | 1 | X | X | X  | 3       |

| Майданчик B             | 1 | 2 | 3 | 4 | 5 | 6 | 7 | 8 | 9 | 10 | Загалом |
| Китай (Ма)              | 1 | 0 | 0 | 2 | 0 | 0 | 0 | 0 | 1 | 2  | 6       |
| Велика Британія (Моует) | 0 | 4 | 0 | 0 | 0 | 0 | 0 | 3 | 0 | 0  | 7       |

| Майданчик A             | 1 | 2 | 3 | 4 | 5 | 6 | 7 | 8 | 9 | 10 | Загалом |
| Велика Британія (Моует) | 2 | 0 | 2 | 0 | 0 | 1 | 0 | 3 | X | X  | 8       |
| Данія (Краусе)          | 0 | 0 | 0 | 0 | 1 | 0 | 1 | 0 | X | X  | 2       |

| Майданчик D             | 1 | 2 | 3 | 4 | 5 | 6 | 7 | 8 | 9 | 10 | Загалом |
| Швейцарія (де Круз)     | 0 | 0 | 1 | 0 | 1 | 1 | 0 | 0 | 2 | 0  | 5       |
| Велика Британія (Моует) | 0 | 1 | 0 | 2 | 0 | 0 | 1 | 1 | 0 | 1  | 6       |

| Майданчик A             | 1 | 2 | 3 | 4 | 5 | 6 | 7 | 8 | 9 | 10 | Загалом |
| Швеція (Едін)           | 0 | 0 | 1 | 0 | 1 | 0 | 1 | 0 | 2 | 1  | 6       |
| Велика Британія (Моует) | 1 | 2 | 0 | 1 | 0 | 1 | 0 | 2 | 0 | 0  | 7       |

| Майданчик B                         | 1 | 2 | 3 | 4 | 5 | 6 | 7 | 8 | 9 | 10 | Загалом |
| Велика Британія (Моует)             | 3 | 0 | 1 | 1 | 0 | 1 | 0 | 1 | 0 | 1  | 8       |
| Олімпійський комітет Росії (Глухов) | 0 | 1 | 0 | 0 | 1 | 0 | 2 | 0 | 2 | 0  | 6       |

| Майданчик C             | 1 | 2 | 3 | 4 | 5 | 6 | 7 | 8 | 9 | 10 | Загалом |
| Канада (Ґушу)           | 0 | 2 | 0 | 0 | 0 | 0 | 0 | 0 | X | X  | 2       |
| Велика Британія (Моует) | 2 | 0 | 0 | 1 | 0 | 1 | 0 | 1 | X | X  | 5       |

Півфінал

Четвер, 17 лютого, 20:05
| Майданчик C             | 1 | 2 | 3 | 4 | 5 | 6 | 7 | 8 | 9 | 10 | Загалом |
| США (Шустер)            | 0 | 2 | 0 | 2 | 0 | 0 | 0 | 0 | 0 | 0  | 4       |
| Велика Британія (Моует) | 0 | 0 | 3 | 0 | 2 | 0 | 0 | 0 | 1 | 2  | 8       |

Фінал

Субота, 19 лютого, 14:50
| Майданчик B             | 1 | 2 | 3 | 4 | 5 | 6 | 7 | 8 | 9 | 10 | 11 | Загалом |
| Велика Британія (Моует) | 1 | 0 | 0 | 1 | 0 | 0 | 1 | 0 | 0 | 1  | 0  | 4       |
| Швеція (Едін)           | 0 | 2 | 1 | 0 | 0 | 0 | 0 | 1 | 0 | 0  | 1  | 5       |

### Жіночий турнір
Жіноча збірна Великої Британії (п'ять спортсменок) кваліфікувалася на Ігри завдяки першому місцю в коловому турнірі Олімпійських кваліфікаційних змагань 2021 року.
Після 12-ї сесії
| Легенда | Легенда             |
| ------- | ------------------- |
|         | Потрапили до плейоф |

| Країна                     | Скіп               | В | П | В–П | КЗ | КП | ВЕ | ПЕ | ОЕ | ВЕ | ККД   | DSC   |
| -------------------------- | ------------------ | - | - | --- | -- | -- | -- | -- | -- | -- | ----- | ----- |
| Швейцарія                  | Сільвана Тірінзоні | 8 | 1 | –   | 67 | 46 | 44 | 36 | 4  | 12 | 81.6% | 19.14 |
| Швеція                     | Анна Гассельборг   | 7 | 2 | –   | 64 | 49 | 39 | 35 | 6  | 12 | 82.0% | 25.02 |
| Велика Британія            | Ів Мюргед          | 5 | 4 | 1–1 | 63 | 47 | 39 | 33 | 4  | 9  | 80.6% | 35.27 |
| Японія                     | Сацукі Фудзісава   | 5 | 4 | 1–1 | 64 | 62 | 40 | 36 | 2  | 13 | 82.3% | 36.00 |
| Канада                     | Дженніфер Джонс    | 5 | 4 | 1–1 | 71 | 59 | 42 | 41 | 1  | 14 | 80.4% | 45.44 |
| США                        | Табіта Пітерсон    | 4 | 5 | 2–0 | 60 | 64 | 40 | 39 | 2  | 12 | 79.5% | 33.87 |
| Китай                      | Хань Юй            | 4 | 5 | 1–1 | 56 | 67 | 38 | 41 | 3  | 10 | 79.6% | 30.06 |
| Південна Корея             | Кім Ин Джон        | 4 | 5 | 0–2 | 62 | 66 | 40 | 42 | 3  | 10 | 80.8% | 27.79 |
| Данія                      | Мадлен Дюпон       | 2 | 7 | –   | 50 | 68 | 33 | 41 | 7  | 0  | 77.2% | 23.36 |
| Олімпійський комітет Росії | Аліна Ковальова    | 1 | 8 | –   | 50 | 79 | 34 | 45 | 2  | 7  | 78.9% | 29.34 |

Коловий турнір

Велика Британія пропускала 4-ту, 7-му і 11-ту сесії.
| Майданчик A              | 1 | 2 | 3 | 4 | 5 | 6 | 7 | 8 | 9 | 10 | 11 | Загалом |
| Велика Британія (Мюргед) | 0 | 0 | 1 | 0 | 0 | 2 | 1 | 0 | 1 | 0  | 0  | 5       |
| Швейцарія (Тірінзоні)    | 0 | 1 | 0 | 1 | 0 | 0 | 0 | 2 | 0 | 1  | 1  | 6       |

| Майданчик B              | 1 | 2 | 3 | 4 | 5 | 6 | 7 | 8 | 9 | 10 | Загалом |
| Швеція (Гассельборґ)     | 0 | 0 | 1 | 0 | 0 | 1 | 0 | X | X | X  | 2       |
| Велика Британія (Мюргед) | 0 | 1 | 0 | 4 | 1 | 0 | 2 | X | X | X  | 8       |

| Майданчик D              | 1 | 2 | 3 | 4 | 5 | 6 | 7 | 8 | 9 | 10 | Загалом |
| Південна Корея (Кім)     | 0 | 0 | 2 | 1 | 0 | 2 | 0 | 0 | 4 | 0  | 9       |
| Велика Британія (Мюргед) | 0 | 1 | 0 | 0 | 2 | 0 | 1 | 2 | 0 | 1  | 7       |

| Майданчик C              | 1 | 2 | 3 | 4 | 5 | 6 | 7 | 8 | 9 | 10 | Загалом |
| Велика Британія (Мюргед) | 2 | 2 | 0 | 0 | 1 | 0 | 2 | 0 | 3 | X  | 10      |
| США (Пітерсон)           | 0 | 0 | 0 | 2 | 0 | 2 | 0 | 1 | 0 | X  | 5       |

| Майданчик A              | 1 | 2 | 3 | 4 | 5 | 6 | 7 | 8 | 9 | 10 | Загалом |
| Данія (Дюпон)            | 0 | 0 | 1 | 0 | 0 | 1 | 0 | 0 | 0 | X  | 2       |
| Велика Британія (Мюргед) | 2 | 0 | 0 | 0 | 1 | 0 | 0 | 1 | 3 | X  | 7       |

| Майданчик B              | 1 | 2 | 3 | 4 | 5 | 6 | 7 | 8 | 9 | 10 | Загалом |
| Велика Британія (Мюргед) | 0 | 0 | 1 | 0 | 0 | 1 | 0 | 1 | 0 | 0  | 3       |
| Канада (Джонс)           | 1 | 0 | 0 | 0 | 3 | 0 | 1 | 0 | 1 | 1  | 7       |

| Майданчик D              | 1 | 2 | 3 | 4 | 5 | 6 | 7 | 8 | 9 | 10 | Загалом |
| Велика Британія (Мюргед) | 3 | 0 | 3 | 0 | 1 | 0 | 1 | 2 | X | X  | 10      |
| Японія (Фудзісава)       | 0 | 1 | 0 | 2 | 0 | 1 | 0 | 0 | X | X  | 4       |

| Майданчик C              | 1 | 2 | 3 | 4 | 5 | 6 | 7 | 8 | 9 | 10 | Загалом |
| Китай (Хань)             | 0 | 0 | 1 | 0 | 1 | 0 | 2 | 0 | 3 | 1  | 8       |
| Велика Британія (Мюргед) | 1 | 0 | 0 | 1 | 0 | 1 | 0 | 1 | 0 | 0  | 4       |

| Майданчик B                            | 1 | 2 | 3 | 4 | 5 | 6 | 7 | 8 | 9 | 10 | Загалом |
| Олімпійський комітет Росії (Ковальова) | 0 | 1 | 0 | 1 | 0 | 0 | 1 | 1 | 0 | X  | 4       |
| Велика Британія (Мюргед)               | 2 | 0 | 1 | 0 | 1 | 1 | 0 | 0 | 4 | X  | 9       |

Півфінал

П'ятниця, 18 лютого, 20:05
| Майданчик A              | 1 | 2 | 3 | 4 | 5 | 6 | 7 | 8 | 9 | 10 | 11 | Загалом |
| Швеція (Гассельборґ)     | 4 | 0 | 1 | 0 | 0 | 2 | 0 | 1 | 0 | 3  | 0  | 11      |
| Велика Британія (Мюргед) | 0 | 3 | 0 | 1 | 1 | 0 | 2 | 0 | 4 | 0  | 1  | 12      |

Фінал

Неділя, 20 лютого, 9:05
| Майданчик                | 1 | 2 | 3 | 4 | 5 | 6 | 7 | 8 | 9 | 10 | Загалом |
| Японія (Фудзісава)       | 0 | 1 | 0 | 0 | 0 | 1 | 0 | 1 | 0 | X  | 3       |
| Велика Британія (Мюргед) | 2 | 0 | 0 | 1 | 1 | 0 | 4 | 0 | 2 | X  | 10      |

### Турнір змішаних пар
Британська змішана пара (два спортсмени) кваліфікувалася на Ігри завдяки потраплянню до першої сімки на Чемпіонаті світу 2021 року.
Підсумкове положення в коловому турнірі.
| Легенда | Легенда             |
| ------- | ------------------- |
|         | Потрапили до плейоф |

| Країна          | Спортсмени                            | В | П | В–П | КЗ | КП | ВЕ | ПЕ | ОЕ | ВЕ | ККД | DSC   |
| --------------- | ------------------------------------- | - | - | --- | -- | -- | -- | -- | -- | -- | --- | ----- |
| Італія          | Стефанія Константіні / Амос Мозанер   | 9 | 0 | –   | 79 | 48 | 43 | 28 | 0  | 17 | 79% | 25.34 |
| Норвегія        | Крістін Скаслієн / Магнус Недреготтен | 6 | 3 | 1–0 | 68 | 50 | 40 | 28 | 0  | 15 | 82% | 24.48 |
| Велика Британія | Дженніфер Доддс / Брюс Моует          | 6 | 3 | 0–1 | 60 | 50 | 38 | 33 | 0  | 12 | 79% | 22.48 |
| Швеція          | Альміда де Валь / Оскар Ерікссон      | 5 | 4 | 1–0 | 55 | 54 | 35 | 33 | 0  | 10 | 76% | 21.77 |
| Канада          | Рейчел Гомен / Джон Морріс            | 5 | 4 | 0–1 | 57 | 54 | 33 | 39 | 0  | 8  | 78% | 53.73 |
| Чехія           | Зузана Паулова / Томаш Паул           | 4 | 5 | –   | 50 | 65 | 29 | 39 | 1  | 7  | 75% | 33.41 |
| Швейцарія       | Женні Перре / Мартін Ріос             | 3 | 6 | 1–0 | 55 | 58 | 32 | 39 | 0  | 6  | 73% | 39.04 |
| США             | Вікі Персінджер / Кріс Плайс          | 3 | 6 | 0–1 | 50 | 67 | 34 | 36 | 0  | 9  | 74% | 27.29 |
| Китай           | Фань Суюань / Лін Чжи                 | 2 | 7 | 1–0 | 51 | 64 | 34 | 36 | 0  | 7  | 74% | 17.81 |
| Австралія       | Талі Ґілл / Дін Г'юїтт                | 2 | 7 | 0–1 | 52 | 67 | 31 | 38 | 1  | 8  | 72% | 50.51 |

Коловий турнір

Велика Британія пропускала 3-тю, 5-ту, 7-му і 11-ту сесії.
| Майданчик A                     | 1 | 2 | 3 | 4 | 5 | 6 | 7 | 8 | Загалом |
| Швеція (де Валь / Ерікссон)     | 0 | 2 | 0 | 1 | 2 | 0 | 0 | 0 | 5       |
| Велика Британія (Доддс / Моует) | 1 | 0 | 3 | 0 | 0 | 1 | 3 | 1 | 9       |

| Майданчик D                     | 1 | 2 | 3 | 4 | 5 | 6 | 7 | 8 | Загалом |
| Велика Британія (Доддс / Моует) | 0 | 1 | 1 | 0 | 1 | 0 | 2 | 1 | 6       |
| Канада (Гомен / Морріс)         | 1 | 0 | 0 | 1 | 0 | 2 | 0 | 0 | 4       |

| Майданчик B                     | 1 | 2 | 3 | 4 | 5 | 6 | 7 | 8 | Загалом |
| Швейцарія (Перре / Ріос)        | 0 | 3 | 0 | 3 | 0 | 1 | 0 | 1 | 8       |
| Велика Британія (Доддс / Моует) | 1 | 0 | 2 | 0 | 1 | 0 | 3 | 0 | 7       |

| Майданчик C                     | 1 | 2 | 3 | 4 | 5 | 6 | 7 | 8 | 9 | Загалом |
| Велика Британія (Доддс / Моует) | 2 | 1 | 0 | 3 | 0 | 0 | 2 | 0 | 1 | 9       |
| Австралія (Ґілл / Г'юїтт)       | 0 | 0 | 1 | 0 | 3 | 2 | 0 | 2 | 0 | 8       |

| Майданчик B                     | 1 | 2 | 3 | 4 | 5 | 6 | 7 | 8 | Загалом |
| Чехія (Паулова / Паул)          | 1 | 0 | 0 | 1 | 0 | 1 | 0 | X | 3       |
| Велика Британія (Доддс / Моует) | 0 | 2 | 3 | 0 | 1 | 0 | 2 | X | 8       |

| Майданчик A                     | 1 | 2 | 3 | 4 | 5 | 6 | 7 | 8 | Загалом |
| Велика Британія (Доддс / Моует) | 0 | 1 | 1 | 0 | 0 | 2 | 0 | 1 | 5       |
| Італія (Константіні / Мозанер)  | 1 | 0 | 0 | 2 | 1 | 0 | 3 | 0 | 7       |

| Майданчик B                     | 1 | 2 | 3 | 4 | 5 | 6 | 7 | 8 | Загалом |
| Велика Британія (Доддс / Моует) | 1 | 0 | 0 | 0 | 3 | 1 | 0 | 1 | 6       |
| Китай (Фань / Лін)              | 0 | 2 | 1 | 1 | 0 | 0 | 1 | 0 | 5       |

| Майданчик D                       | 1 | 2 | 3 | 4 | 5 | 6 | 7 | 8 | Загалом |
| Норвегія (Скаслієн / Недреґоттен) | 1 | 1 | 0 | 1 | 1 | 0 | 2 | X | 6       |
| Велика Британія (Доддс / Моует)   | 0 | 0 | 1 | 0 | 0 | 1 | 0 | X | 2       |

| Майданчик C                     | 1 | 2 | 3 | 4 | 5 | 6 | 7 | 8 | Загалом |
| США (Персінджер / Плайс)        | 0 | 1 | 0 | 0 | 2 | 1 | 0 | 0 | 4       |
| Велика Британія (Доддс / Моует) | 3 | 0 | 1 | 1 | 0 | 0 | 1 | 2 | 8       |

Півфінал

Понеділок, 7 лютого, 20:05
| Майданчик A                       | 1 | 2 | 3 | 4 | 5 | 6 | 7 | 8 | Загалом |
| Норвегія (Скаслієн / Недреґоттен) | 0 | 1 | 0 | 1 | 0 | 3 | 0 | 1 | 6       |
| Велика Британія (Доддс / Моует)   | 1 | 0 | 2 | 0 | 1 | 0 | 1 | 0 | 5       |

Bronze medal match

## Фігурне катання
На Чемпіонаті світу 2021 року в Стокгольмі Велика Британія здобула квоти в одиночному жіночому катанні та танцях на льоду.
| Спортсмен              | Дисципліна                | КП    | КП    | ВП          | ВП          | Загалом     | Загалом     |
| Спортсмен              | Дисципліна                | Бали  | Місце | Бали        | Місце       | Бали        | Місце       |
| ---------------------- | ------------------------- | ----- | ----- | ----------- | ----------- | ----------- | ----------- |
| Наташа Маккей          | Одиночні змагання (жінки) | 52.54 | 28    | Не потрапив | Не потрапив | Не потрапив | Не потрапив |
| Лайла Фір Льюїс Ґібсон | Танці на льоду            | 76.45 | 10 Q  | 115.19      | 9           | 191.64      | 10          |

## Фристайл
Акробатика
| Спортсмен    | Дисципліна            | Кваліфікація | Кваліфікація | Кваліфікація | Кваліфікація | Фінал       | Фінал       | Фінал       | Фінал       |
| Спортсмен    | Дисципліна            | 1-й стрибок  | 1-й стрибок  | 2-й стрибок  | 2-й стрибок  | 1-й стрибок | 1-й стрибок | 2-й стрибок | 2-й стрибок |
| Спортсмен    | Дисципліна            | Бали         | Місце        | Бали         | Місце        | Бали        | Місце       | Бали        | Місце       |
| ------------ | --------------------- | ------------ | ------------ | ------------ | ------------ | ----------- | ----------- | ----------- | ----------- |
| Ллойд Воллес | Акробатика (чоловіки) | 108.41       | 17           | 71.94        | 15           | Не потрапив | Не потрапив | Не потрапив | 21          |

Фріскі
Чоловіки
Джеймс Вудс не змагався в слоупстайлі через травму спини.
| Спортсмен    | Дисципліна            | Кваліфікація | Кваліфікація | Кваліфікація | Кваліфікація | Кваліфікація | Фінал       | Фінал       | Фінал       | Фінал       | Фінал       |
| Спортсмен    | Дисципліна            | 1-ша спроба  | 2-га спроба  | 3-тя спроба  | Найкраща     | Місце        | 1-ша спроба | 2-га спроба | 3-тя спроба | Найкраща    | Місце       |
| ------------ | --------------------- | ------------ | ------------ | ------------ | ------------ | ------------ | ----------- | ----------- | ----------- | ----------- | ----------- |
| Джеймс Вудс  | Біг-ейр (чоловіки)    | 27.50        | 26.50        | 32.25        | 59.75        | 30           | Не потрапив | Не потрапив | Не потрапив | Не потрапив | Не потрапив |
| Ґас Кенворді | Хафпайп (чоловіки)    | 8.50         | 70.75        | Н/Д          | 70.75        | 12 Q         | 17.50       | 3.75        | 71.25       | 71.25       | 8           |
| Джеймс Вудс  | Слоупстайл (чоловіки) | НС           | НС           | НС           | НС           | НС           | Не потрапив | Не потрапив | Не потрапив | Не потрапив | Не потрапив |

Жінки
Ізабел Еткін, яка кваліфікувалась і в біг-ейрі, і в слоупстайлі, знялась зі змагань через травму.
| Спортсмен        | Дисципліна         | Кваліфікація | Кваліфікація | Кваліфікація | Кваліфікація | Кваліфікація | Фінал        | Фінал        | Фінал        | Фінал        | Фінал        |
| Спортсмен        | Дисципліна         | 1-ша спроба  | 2-га спроба  | 3-тя спроба  | Найкраща     | Місце        | 1-ша спроба  | 2-га спроба  | 3-тя спроба  | Найкраща     | Місце        |
| ---------------- | ------------------ | ------------ | ------------ | ------------ | ------------ | ------------ | ------------ | ------------ | ------------ | ------------ | ------------ |
| Кірсті Мюїр      | Біг-ейр (жінки)    | 89.25        | 67.00        | 68.25        | 157.50       | 7 Q          | 90.25        | 75.75        | 15.50        | 169.00       | 5            |
| Кейті Саммергейс | Біг-ейр (жінки)    | 63.75        | 69.25        | 67.25        | 136.50       | 13           | Не потрапила | Не потрапила | Не потрапила | Не потрапила | Не потрапила |
| Зої Аткін        | Хафпайп (жінки)    | 85.25        | 86.75        | Н/Д          | 86.75        | 4 Q          | 18.75        | 10.75        | 73.25        | 73.25        | 9            |
| Кірсті Мюїр      | Слоупстайл (жінки) | 70.11        | 63.91        | Н/Д          | 70.11        | 6 Q          | 41.86        | 71.30        | 69.21        | 71.30        | 8            |
| Кейті Саммергейс | Слоупстайл (жінки) | 66.56        | 59.11        | Н/Д          | 66.56        | 10 Q         | 60.01        | 64.75        | 23.31        | 64.75        | 9            |

Могул
| Спортсмен             | Дисципліна       | Кваліфікація | Кваліфікація | Кваліфікація | Кваліфікація | Кваліфікація | Кваліфікація | Кваліфікація | Кваліфікація | Фінал        | Фінал        | Фінал        | Фінал        | Фінал        | Фінал        | Фінал        | Фінал        | Фінал        | Фінал        | Фінал        | Фінал        |
| Спортсмен             | Дисципліна       | 1-й спуск    | 1-й спуск    | 1-й спуск    | 1-й спуск    | 2-й спуск    | 2-й спуск    | 2-й спуск    | 2-й спуск    | 1-й спуск    | 1-й спуск    | 1-й спуск    | 1-й спуск    | 2-й спуск    | 2-й спуск    | 2-й спуск    | 2-й спуск    | 3-й спуск    | 3-й спуск    | 3-й спуск    | 3-й спуск    |
| Спортсмен             | Дисципліна       | Час          | Бали         | Загалом      | Місце        | Час          | Бали         | Загалом      | Місце        | Час          | Бали         | Загалом      | Місце        | Час          | Бали         | Загалом      | Місце        | Час          | Бали         | Загалом      | Місце        |
| --------------------- | ---------------- | ------------ | ------------ | ------------ | ------------ | ------------ | ------------ | ------------ | ------------ | ------------ | ------------ | ------------ | ------------ | ------------ | ------------ | ------------ | ------------ | ------------ | ------------ | ------------ | ------------ |
| Вілл Фенелі           | Могул (чоловіки) | 26.69        | 57.43        | 70.23        | 23           | 26.45        | 54.42        | 67.54        | 17           | Не потрапив  | Не потрапив  | Не потрапив  | Не потрапив  | Не потрапив  | Не потрапив  | Не потрапив  | Не потрапив  | Не потрапив  | Не потрапив  | Не потрапив  | Не потрапив  |
| Леоні Ґеркен-Шофілд   | Могул (жінки)    | НФ           | НФ           | НФ           | НФ           | 31.50        | 49.56        | 62.06        | 17           | Не потрапила | Не потрапила | Не потрапила | Не потрапила | Не потрапила | Не потрапила | Не потрапила | Не потрапила | Не потрапила | Не потрапила | Не потрапила | Не потрапила |
| Макайла Ґеркен-Шофілд | Могул (жінки)    | 29.13        | 55.01        | 70.18        | 12           | 29.31        | 52.99        | 67.96        | 7 Q          | 28.76        | 58.40        | 73.99        | 9 Q          | 28.59        | 57.26        | 73.04        | 8            | Не потрапила | Не потрапила | Не потрапила | Не потрапила |

Скікрос
| Спортсмен    | Дисципліна         | № Посіву | № Посіву | 1/8 фіналу | Чвертьфінал | Півфінал    | Фінал       | Фінал |
| Спортсмен    | Дисципліна         | Час      | Місце    | Місце      | Місце       | Місце       | Місце       | Місце |
| ------------ | ------------------ | -------- | -------- | ---------- | ----------- | ----------- | ----------- | ----- |
| Олівер Девіс | Скікрос (чоловіки) | 1:14.84  | 31       | 4          | Не потрапив | Не потрапив | Не потрапив | 31    |

Легенда кваліфікації: FA – Кваліфікувався до медального раунду; FB – Кваліфікуваввся до втішного раунду

## Санний спорт
Від Великої Британії на Ігри кваліфікувався один санкар.
| Спортсмен         | Дисципліна                | 1-й заїзд | 1-й заїзд | 2-й заїзд | 2-й заїзд | 3-й заїзд | 3-й заїзд | 4-й заїзд   | 4-й заїзд   | Сума     | Сума  |
| Спортсмен         | Дисципліна                | Час       | Місце     | Час       | Місце     | Час       | Місце     | Час         | Місце       | Час      | Місце |
| ----------------- | ------------------------- | --------- | --------- | --------- | --------- | --------- | --------- | ----------- | ----------- | -------- | ----- |
| Руперт Стаудінгер | Одномісні сани (чоловіки) | 58.731    | 22        | 58.960    | 22        | 58.622    | 22        | Не потрапив | Не потрапив | 2:56.313 | 23    |

## Шорт-трек
Завдяки результатам у Кубку світу 2021–2022 від Великої Британії на Ігри кваліфікувалися два чоловіки і одна жінка у п'яти дисциплінах.
| Спортсмен      | Дисципліна             | Попередній заїзд | Попередній заїзд | Чвертьфінал  | Чвертьфінал  | Півфінал     | Півфінал     | Фінал        | Фінал |
| Спортсмен      | Дисципліна             | Час              | Місце            | Час          | Місце        | Час          | Місце        | Час          | Місце |
| -------------- | ---------------------- | ---------------- | ---------------- | ------------ | ------------ | ------------ | ------------ | ------------ | ----- |
| Фаррелл Трейсі | 1000 метрів (чоловіки) | 1:24.935         | 4                | Не потрапив  | Не потрапив  | Не потрапив  | Не потрапив  | Не потрапив  | 25    |
| Наялл Трейсі   | 1000 метрів (чоловіки) | 1:32.243         | 4                | Не потрапив  | Не потрапив  | Не потрапив  | Не потрапив  | Не потрапив  | 27    |
| Фаррелл Трейсі | 1500 метрів (чоловіки) | Н/Д              | Н/Д              | 2:16.880     | 3 Q          | 2:13.75      | 5 ADVA       | 2:11.988     | 9     |
| Кетрін Томсон  | 500 метрів (жінки)     | 1:06.954         | 4                | Не потрапила | Не потрапила | Не потрапила | Не потрапила | Не потрапила | 31    |
| Кетрін Томсон  | 1000 метрів (жінки)    | 1:30.037         | 4                | Не потрапила | Не потрапила | Не потрапила | Не потрапила | Не потрапила | 28    |

Кваліфікаційна легенда: FA = Кваліфікувався до фіналу (за медалі); ADVA = Потрапив до медального фіналу завдяки судівському рішенню; FB = Кваліфікувався до втішного фіналу; Q = Кваліфікувався до наступного раунду завдяки місцю в заїзді; q = Кваліфікувався до наступного раунду завдяки показаному часу

## Скелетон
Від Великої Британії на Ігри кваліфікувалися два скелетоністи і дві скелетоністки.
| Спортсмен     | Дисципліна | 1-й заїзд | 1-й заїзд | 2-й заїзд | 2-й заїзд | 3-й заїзд | 3-й заїзд | 4-й заїзд    | 4-й заїзд    | Сума    | Сума  |
| Спортсмен     | Дисципліна | Час       | Місце     | Час       | Місце     | Час       | Місце     | Час          | Місце        | Час     | Місце |
| ------------- | ---------- | --------- | --------- | --------- | --------- | --------- | --------- | ------------ | ------------ | ------- | ----- |
| Метт Вестон   | Чоловіки   | 1:01.34   | 14        | 1:01.15   | 12        | 1:01.12   | 14        | 1:01.63      | 20           | 4:05.24 | 15    |
| Маркус Ваєтт  | Чоловіки   | 1:01.56   | 16        | 1:01.72   | 18        | 1:01.28   | 16        | 1:01.35      | 15           | 4:05.91 | 16    |
| Броґан Кроулі | Жінки      | 1:03.32   | 23        | 1:03.23   | 21        | 1:02.82   | 21        | Не потрапила | Не потрапила | 3:09.37 | 22    |
| Лора Діз      | Жінки      | 1:02.99   | 21        | 1:03.15   | 19        | 1:02.71   | 19        | 1:02.70      | 16           | 4:11.55 | 19    |

## Сноубординг
Від Великої Британії на Ігри кваліфікувалися три снубордисти .
Фристайл
| Спортсменка  | Дисципліна         | Кваліфікація | Кваліфікація | Кваліфікація | Кваліфікація | Кваліфікація | Фінал        | Фінал        | Фінал        | Фінал        | Фінал        |
| Спортсменка  | Дисципліна         | 1-ша спроба  | 2-га спроба  | 3-тя спроба  | Найкраща     | Місце        | 1-ша спроба  | 2-га спроба  | 3-тя спроба  | Найкраща     | Місце        |
| ------------ | ------------------ | ------------ | ------------ | ------------ | ------------ | ------------ | ------------ | ------------ | ------------ | ------------ | ------------ |
| Кеті Ормерод | Біг-ейр (жінки)    | 14.75        | 60.25        | 9.50         | 69.75        | 25           | Не потрапила | Не потрапила | Не потрапила | Не потрапила | Не потрапила |
| Кеті Ормерод | Слоупстайл (жінки) | 47.38        | 44.01        | Н/Д          | 47.38        | 19           | Не потрапила | Не потрапила | Не потрапила | Не потрапила | Не потрапила |

Сноубордкрос
| Спортсмен                    | Дисципліна                      | № Посіву | № Посіву | 1/8 фіналу | Чвертьфінал | Півфінал     | Фінал        | Фінал |
| Спортсмен                    | Дисципліна                      | Час      | Місце    | Місце      | Місце       | Місце        | Місце        | Місце |
| ---------------------------- | ------------------------------- | -------- | -------- | ---------- | ----------- | ------------ | ------------ | ----- |
| Гау Найтінґейл               | Сноубордкрос (чоловіки)         | 1:20.72  | 29       | 4          | Не потрапив | Не потрапив  | Не потрапив  | 30    |
| Шарлотт Бенкс                | Сноубордкрос (жінки)            | 1:22.72  | 2        | 1 Q        | 3           | Не потрапила | Не потрапила | 9     |
| Шарлотт Бенкс Гау Найтінґейл | Змішаний командний сноубордкрос | Н/Д      | Н/Д      | Н/Д        | 1 Q         | 3 FB         | 2            | 6     |

Легенда кваліфікації: Q - Кваліфікувався до наступного раунду; FA - Кваліфікувався до медального фіналу; FB - Кваліфікувався до втішного фіналу

## Ковзанярський спорт
| Спортсмен         | Дисципліна             | Заїзд   | Заїзд |
| Спортсмен         | Дисципліна             | Час     | Місце |
| ----------------- | ---------------------- | ------- | ----- |
| Корнеліус Керстен | 500 метрів (чоловіки)  | 35.36   | 25    |
| Корнеліус Керстен | 1000 метрів (чоловіки) | 1:08.79 | 9     |
| Корнеліус Керстен | 1500 метрів (чоловіки) | 1:47.11 | 19    |
| Еллія Смедінґ     | 1000 метрів (жінки)    | 1:17.17 | 23    |
| Еллія Смедінґ     | 1500 метрів (жінки)    | 2:01.09 | 27    |